# Hermandad del Silencio (Zaragoza)
La Cofradía de Nuestro Padre Jesús de la Agonía y Nuestra Señora del Rosario en sus Misterios Dolorosos o del Silencio 
fundada en 1944 como cofradía penitencial, es una de las 25 participantes en la Semana Santa zaragozana.

## Orígenes

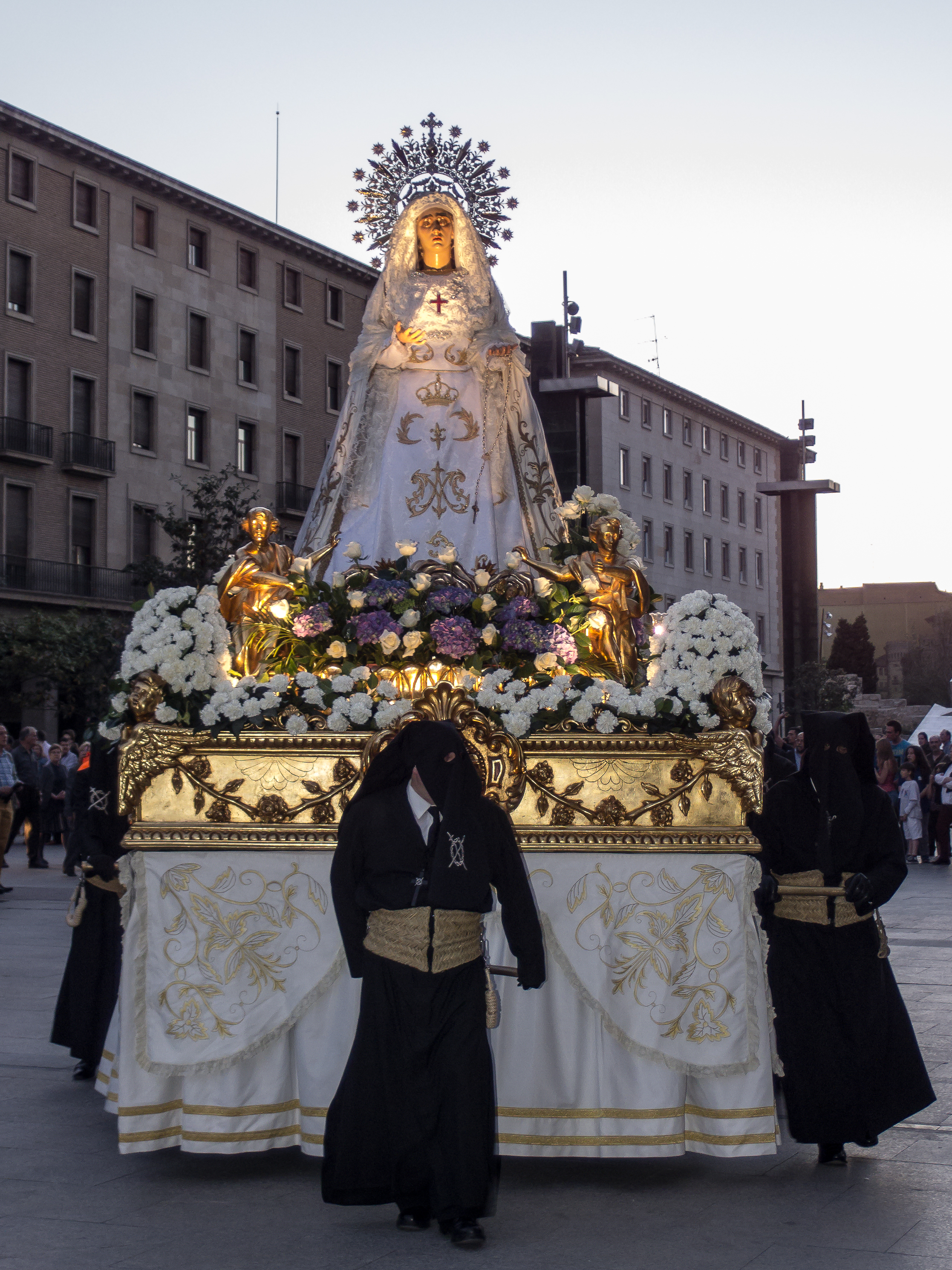
Cofradía del Silencio

La cofradía fue fundada de 1944 por juventudes de Acción Católica de la Parroquia de San Pablo, en torno a la imagen del Cristo de la Agonía que presidía, la tarde del Domingo de Ramos, durante muchos años, un solemne Vía Crucis por las calles del barrio.
Tipos de miembros
- Hermanos fundadores
- Hermanos honorarios
- Hermanos numerarios
- Hermanos espirituales

## Hábito
El hábito se compone de una túnica negra con cola larga recogida en un cinturón ancho de esparto con su cuerda de 3 metros que se extiende en determinadas procesiones y fechas; capirote negro con el anagrama bordado en blanco sobre el antifaz.

## Estandarte
De terciopelo negro, lleva en el centro del anverso el anagrama de la cofradía, bordado en plata que consiste en la espada de San Pablo y el gancho símbolo de la parroquia, en aspa y entrelazados por una corona de espinas.

## Instrumentos
No usan tambores. Sólo cornetas y trompetas heráldicas que hacen sonar brevemente cada cierto tiempo para indicar silencio.

## Sedes
Sede Canónica: Insigne Iglesia Parroquial de San Pablo, Plaza de San Pablo, 50003-Zaragoza.
Sede Social: Calle San Blas 42-46 pral. 50003-Zaragoza